# Litoria quadrilineata
Litoria quadrilineata (tên tiếng Anh: Lined Treefrog) là một loài ếch thuộc họ Pelodryadidae.
Đây là loài đặc hữu của Tây Papua, Indonesia.
Môi trường sống tự nhiên của chúng là đầm nước và các vùng đô thị.